# Angelica taiwaniana
Angelica taiwaniana là một loài thực vật có hoa trong họ Hoa tán. Loài này được S.S.Ying mô tả khoa học đầu tiên năm 1975.